# Schlösschen Birkenleiten

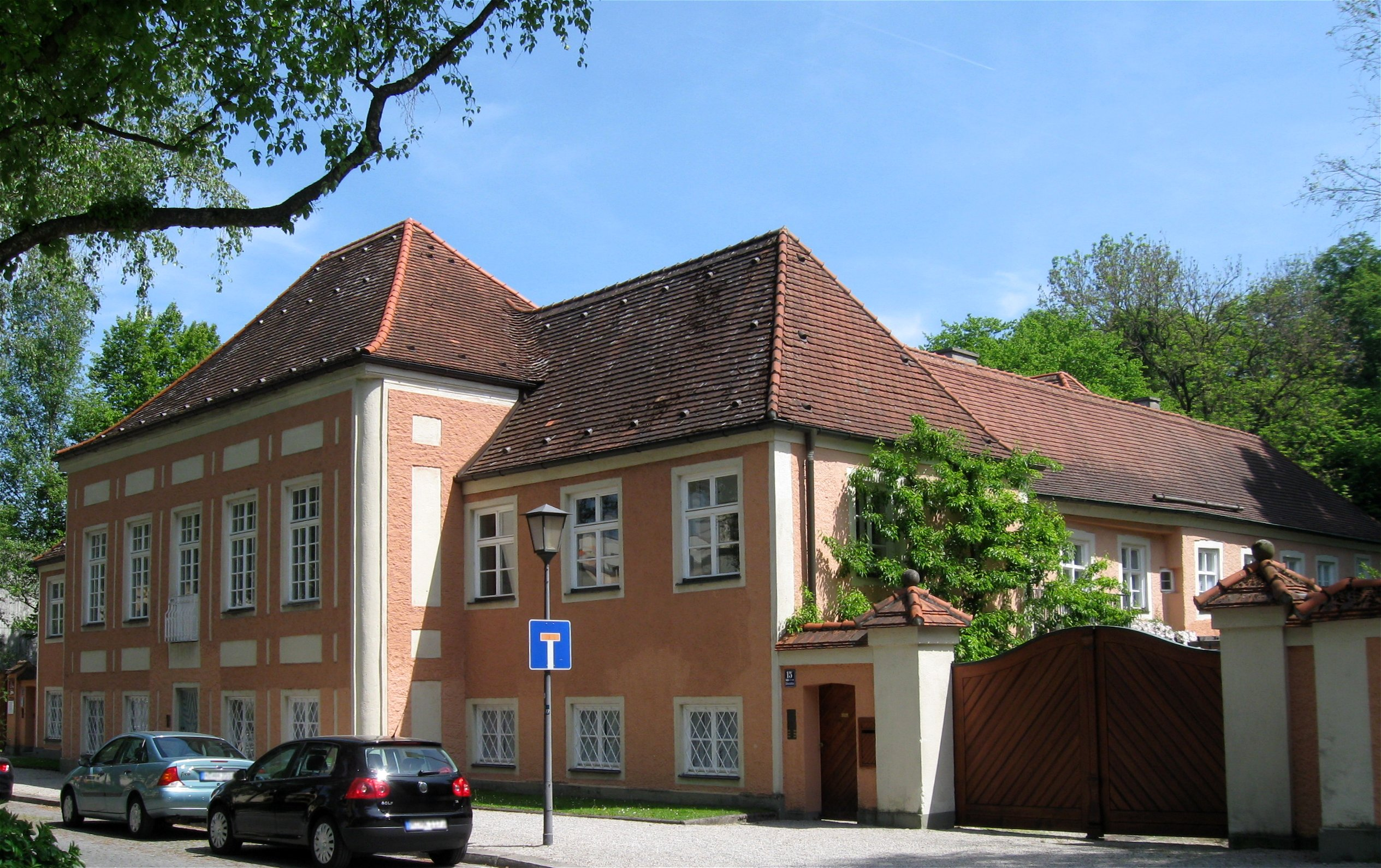
Das Schlösschen Birkenleiten im Frühjahr 2011

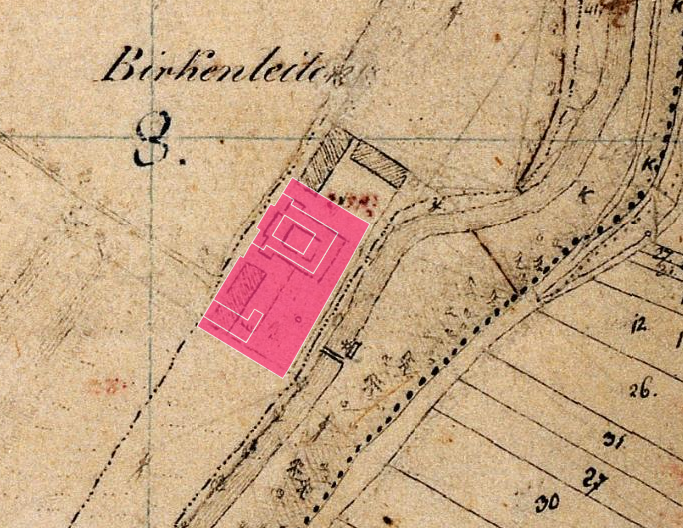
Lageplan von Schlösschen Birkenleiten auf dem Urkataster von Bayern

Das Schlösschen Birkenleiten (auch: Edelsitz Birkenleiten bzw. früher: Bürkenleuthen) ist ein zweigeschossig-vierflügeliger Barockbau mit Walmdach im Münchener Stadtteil Untergiesing. Es liegt am Westufer des Auer Mühlbachs in der Birkenleiten 15. Die Anlage ist unter der Aktennummer D-1-62-000-763 als denkmalgeschütztes Baudenkmal von Untergiesing verzeichnet.

## Geschichte
Im Jahr 1728 wurden dem Kammerdiener Gregori Lachermayr von seinem Arbeitgeber, dem Kurfürsten Karl Albrecht, dreißig Tagewerk Landfläche zur Weide- und Ackernutzung geschenkt. Später gelangte der Besitz in die Hände der Familie Winkelsberg. Ein hier errichtetes Schlösschen („Schlössl“) wurde erstmals 1736 von Truchseß Johann Ignaz Winkelsberg erwähnt. Der Besitz wurde zum „Edelsitz Birkenleiten“ erhoben. 1745 verstiftete eine Gräfin zu Oettingen und Wallerstein die Anlage an den kurfürstlichen Kellermeister Adrian la Fabrique. 1771 heiratet dessen Tochter Maria Anna einen gewissen Lorenz Aichberger. Beide beziehen 1784 das Anwesen. 1817 verkaufte der mittlerweile in den Adelsstand gehobene Geheimrat von Aichberger das Anwesen an den „Hausmeister“ einer königlichen Strafarbeitsanstalt, Georg Reitter; 1822 wurden Immobilien und Grund von einem Herrn Mindsberger durch Einheirat übernommen. In einem an das Schlösschen angrenzenden ehemaligen Stallgebäude befanden sich von 1875 bis 1957 nacheinander verschiedene Produktionsstätten, so eine Baumwollspinnerei, eine Werkzeugmaschinenfabrik, eine Eisengießerei und Metallätzerei. 1957 wurde die letzte Anlage abgerissen. Heute befindet sich das Schlösschen in Privatbesitz; es wird hier eine Tierarztpraxis betrieben.